# Blumensteinhaus

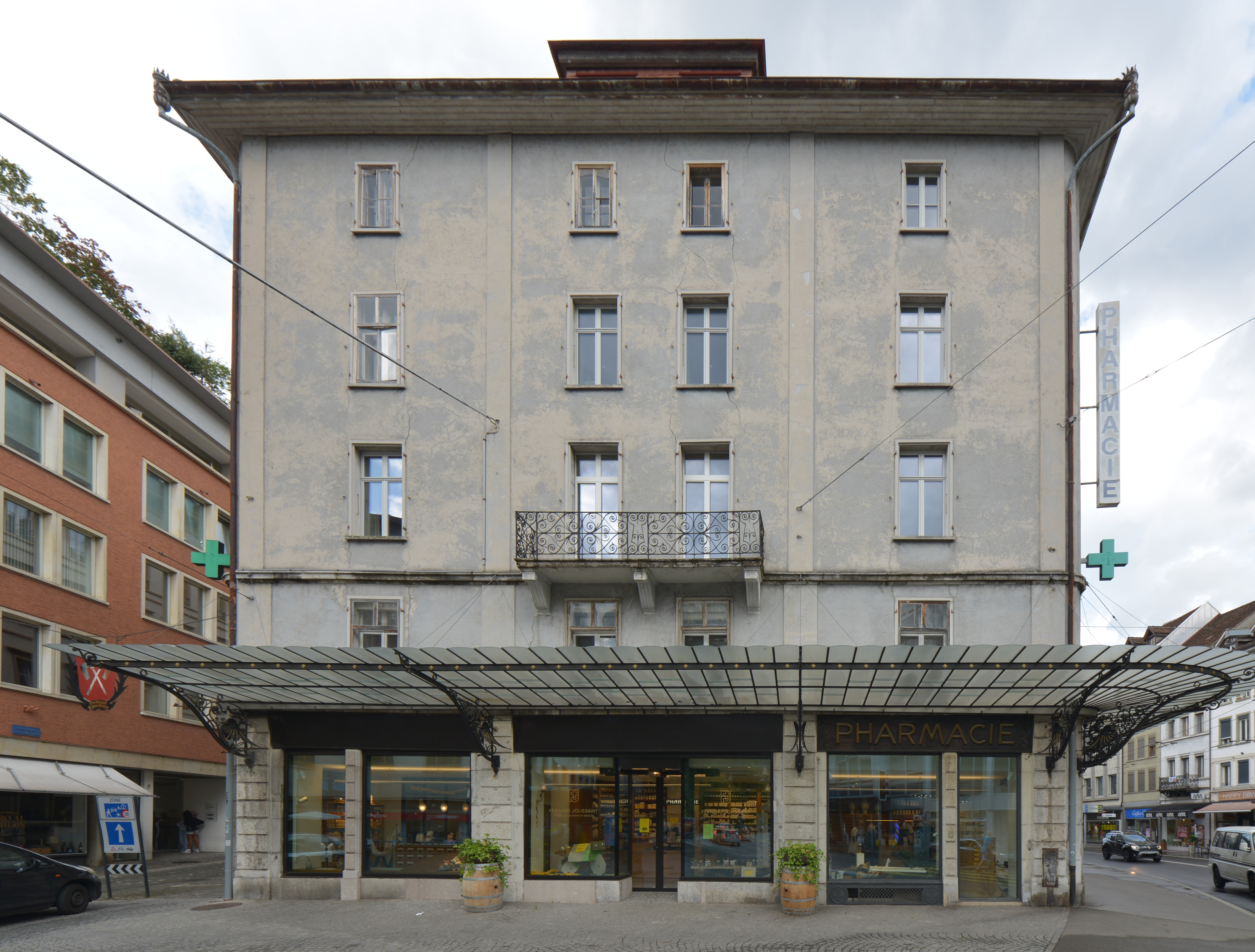
Hauptfassade des Blumensteinhauses, 2023

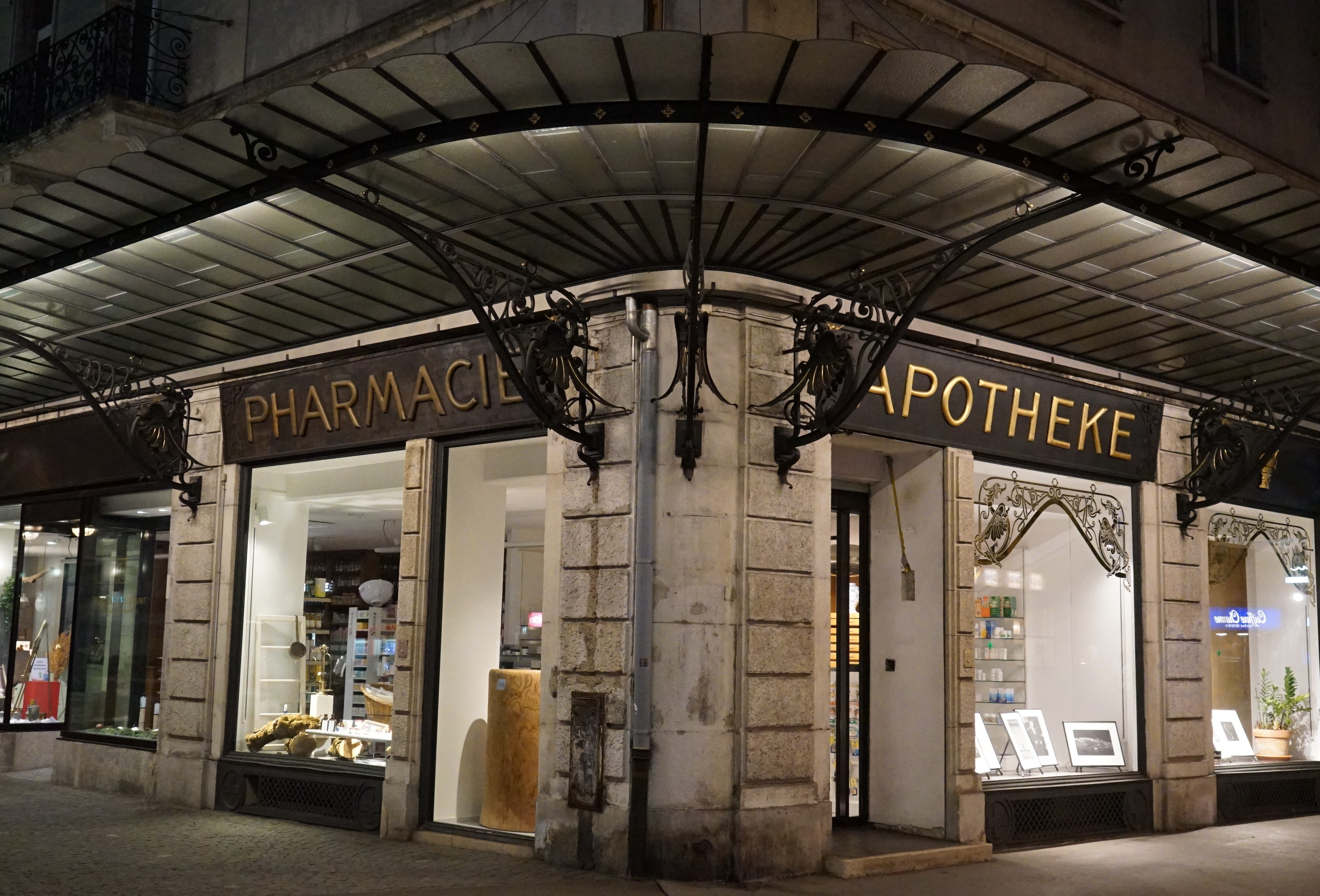
Eisen-Glas-Markise, 2022

Das Blumensteinhaus ist ein Wohn- und Geschäftshaus in Biel (französisch Bienne) im Schweizer Kanton Bern. Es wurde 1748 errichtet, dient seit 1913 als Apotheke und steht unter Denkmalschutz.

## Lage
Das Haus liegt am Anfang von Kanal- und Schmiedengasse im Quartier Altstadt (Vieille ville; Baugruppe A) und hat die Hausnummer 1 an der Kanalgasse. Es gilt als «wichtiger Kopfbau» der Häuserzeile sowie als «markantes Eckgebäude» an der Mühlebrücke. Weitere Gebäude der drei Strassen stehen ebenfalls unter Denkmalschutz.

## Geschichte
Das Blumensteinhaus wurde 1748 als Heilmann-Druckerei erbaut. Vermutlich veranlasste der Textilhändler G. Ronco 1885 eine Aufstockung und Erneuerung. Für den Apotheker Eduard Meyer wurde 1913 das Erdgeschoss verändert. Nach einem Brand erfolgten 1955 eine Renovation und der Ausbau des Dachs.
Das Gebäude wurde am 14. Oktober 2003 als «schützenswert» in das Bauinventar des Kantons Bern aufgenommen sowie mit Verträgen vom 14. September 2012 und 2. März 2021 durch den Kanton unter Schutz gestellt.

## Beschreibung
Der fünfgeschossige, «stattliche» Bau hat einen leicht trapezförmigen Grundriss und trägt ein Walmdach. Die Fassaden des Putzbaus sind an den Ecken abgerundet. Gegliedert werden sie durch ein profiliertes Gesims, Lisenen und rhythmisierte Fensterachsen. Das Gesims über dem dritten Obergeschoss ist nicht mehr vorhanden. Die Fenstereinfassungen aus Kunststein haben im ersten Obergeschoss noch ursprüngliche Verdachungen. Der Balkon im zweiten Obergeschoss hat ein schmiedeeisernes Gitter und ruht auf drei Konsolen. Die Nordfassade zeigt bis zum dritten Geschoss noch die Bausubstanz des Vorgängerbaus. Türgewände und Fensterrahmungen sind in Hauterive-Kalkstein ausgeführt. Die Tür stammt wohl von 1885. Die Ladenfront wurde 1913 im Jugendstil gestaltet. Vor allem die Eisen-Glas-Markise an der West- und Südfassade gilt als «beachtenswert». Ihr Hersteller war Marcel Roulet & Co. in Genf.

## Fussnoten
1. 1 2 3 4 5  Denkmalpflege des Kantons Bern: Biel/Bienne, Kanalgasse 1. In: Bauinventar des Kantons Bern. Kanton Bern, abgerufen am 2. September 2024.

Koordinaten: 47° 8′ 25,7″ N, 7° 14′ 44,3″ O; CH1903: 585361 / 221074